# Ordo Exsequiarum Romani Pontificis
Ordo Exsequiarum Romani Pontificis (Обряд погребения римских понтификов) — литургическая книга, содержащая обряды, предшествующие и совершаемые во время католической погребальной литургии епископа Рима, Папы Римского — предстоятеля Католической Церкви. Книга была опубликована в двух изданиях: первое было разрешено в 1998 году и опубликовано в 2000 году, а второе — разрешено и опубликовано в 2024 году. Она издается Дикастерией богослужения и дисциплины таинств для Службы папских литургических церемоний. Этот текст, наряду с Ordo Rituum Conclavis, предписывает девять последовательных дней (Novendiales) траура после смерти Папы.
В Ordo Exsequiarum Romani Pontificis описаны три стояния, события которых происходят в папской капелле, соборе Святого Петра и на месте захоронения. Предписанные обряды включают в себя констатацию смерти, процессию несения тела в базилику, похороны и погребение.

## Содержание
Ordo Exsequiarum Romani Pontificis (Обряд погребения римских понтификов) — тонкая красная литургическая книга, содержащая обряды, предшествующие и происходящее в её время погребальной литургии епископа Рима, Папы римского — предстоятеля Римско-католической Церкви:31. Первое издание было утверждено в 1998 году, за ним последовало второе издание с изменениями в 2024 году. Оно издается Службой папских литургических церемоний,  входящим в Дикастерию богослужения и дисциплины таинств.
Ordo Exsequiarum Romani Pontificis регулирует события, связанные с погребальными обрядами, наряду с Ordo Rituum Conclavis, включая девять последовательных дней траура (Novendiales) после смерти Папы. В литургических и церемониальных текстах также описываются действия в обстоятельствах, когда ожидается смерть папы:45–46. В книге описываются три стояния (также называемые моментами) после смерти папы, происходящие в трех местах: папской капелле, соборе Святого Петра и месте захоронения папы.

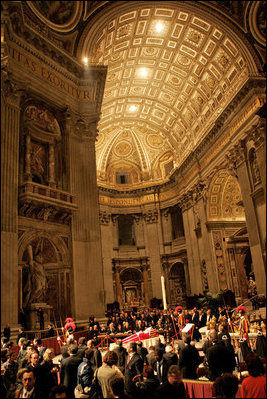
Похороны Иоанна Павла II

### Первое стояние
Как только камерленго Святой Римской Церкви — кардинал, ответственный за деятельность Ватикана в период Sede vacante — узнал о смерти Папы, он должен немедленно сделать официальное заявление о смерти понтифика:45. Официал, отвечающий за службу здравоохранения Ватикана, определяет причину смерти и составляет отчёт. Затем усопшего понтифика облачают в белое.
Камерленго будет председательствовать на церемонии констатации смерти, которая происходит в присутствии папского обер-церемониймейстера, а также духовенства, канцлера и секретаря Апостольской палаты:45. После этого его тело немедленно помещают в гроб. Затем камерленго должен подготовить заявление о смерти Папы и приложить к нему отчёт службы здравоохранения.
Тело Папы, всё ещё находящееся в капелле, облачено в красные литургические облачения, включая митру и паллий. Рядом с гробом ставится пасхальная свеча. Обер-церемониймейстер — распорядитель папских литургических богослужений уполномочен определять, разрешено ли дополнительным лицам отдать дань уважения усопшему до того, как тело будет доставлено в собор Святого Петра.

### Второе стояние
Гроб и тело Папы переносят в собор Святого Петра в процессии, возглавляемой камерленго, действие, подробно описанное в положениях 41–65 Ordo Exsequiarum Romani Pontificis. Во время процессии поется литания всем Святым. Там тело и гроб располагаются лицом к скамьям, а пасхальная свеча ставится рядом с гробом. Во время этого выставления публике разрешается поклониться телу Папы в открытом гробу.
Перед тем, как запечатать гроб, ватиканские монеты, отчеканенные во время понтификата, кладут в мешочек и помещают в гроб. Написан одностраничный отчёт о понтификате (итал. rogito). Его читает папский обер-церемониймейстер, вставляет в трубку и помещает в гроб; копия сохраняется в архивах Ватикана.
После того, как гроб запечатан, проводятся похороны. Хотя похороны должен провести декан Коллегии кардиналов, в случае, если декан не может этого сделать, эту роль может взять на себя вице-декан Коллегии кардиналов или любой старший кардинал-епископ.

### Третье стояние
Большинство римских пап похоронены в соборе Святого Петра, но Ordo Exsequiarum Romani Pontificis разрешает захоронения в других местах. В тексте говорится, что камерленго должен председательствовать на похоронах. Перед окончательным захоронением на гроб накладываются различные печати.

## История

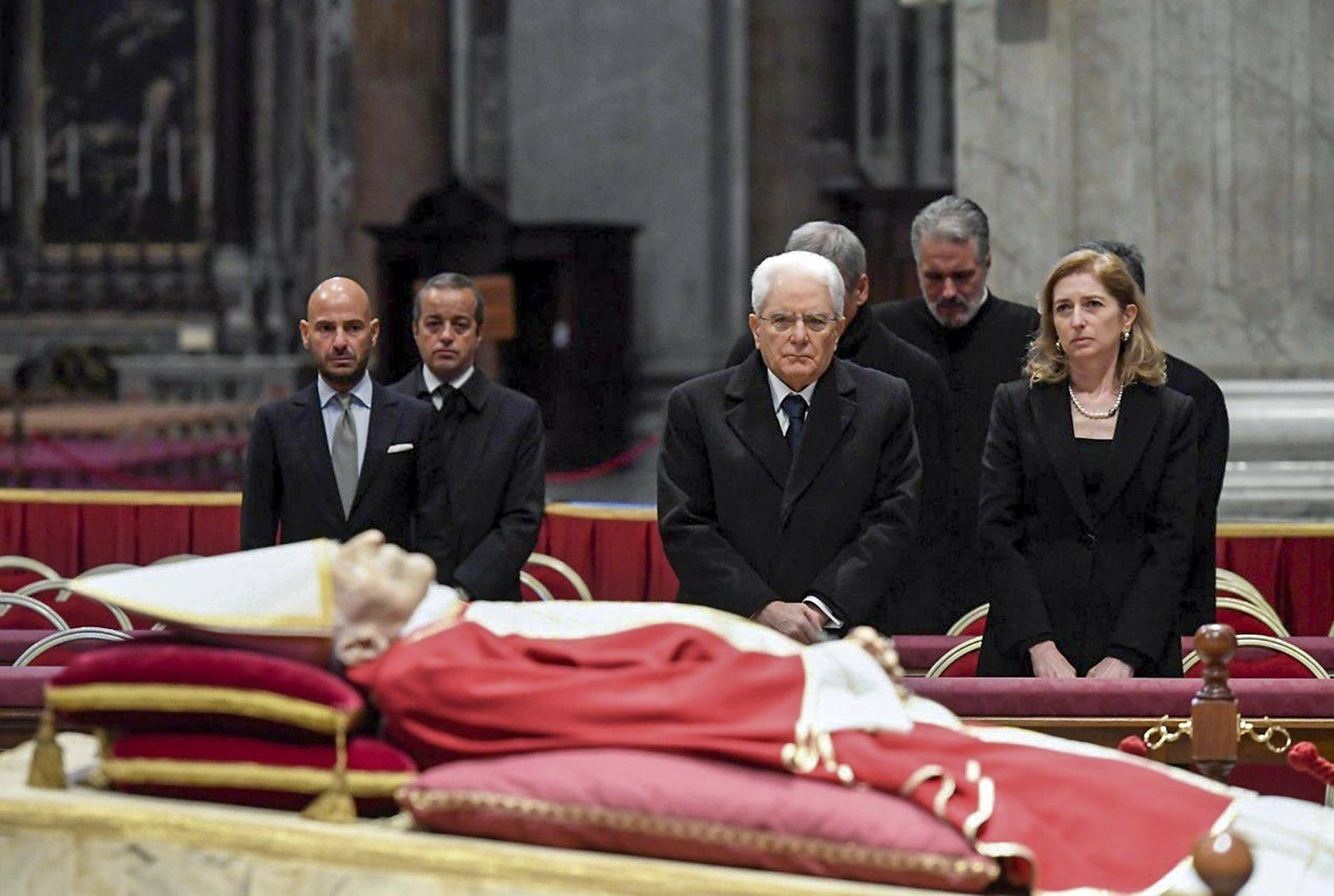
Похороны Папы Бенедикта XVI в 2023 году стали вторыми похоронами, совершёнными в соответствии с Ordo Exsequiarum Romani Pontificis, и последними, в которых использовалась первая редакция.

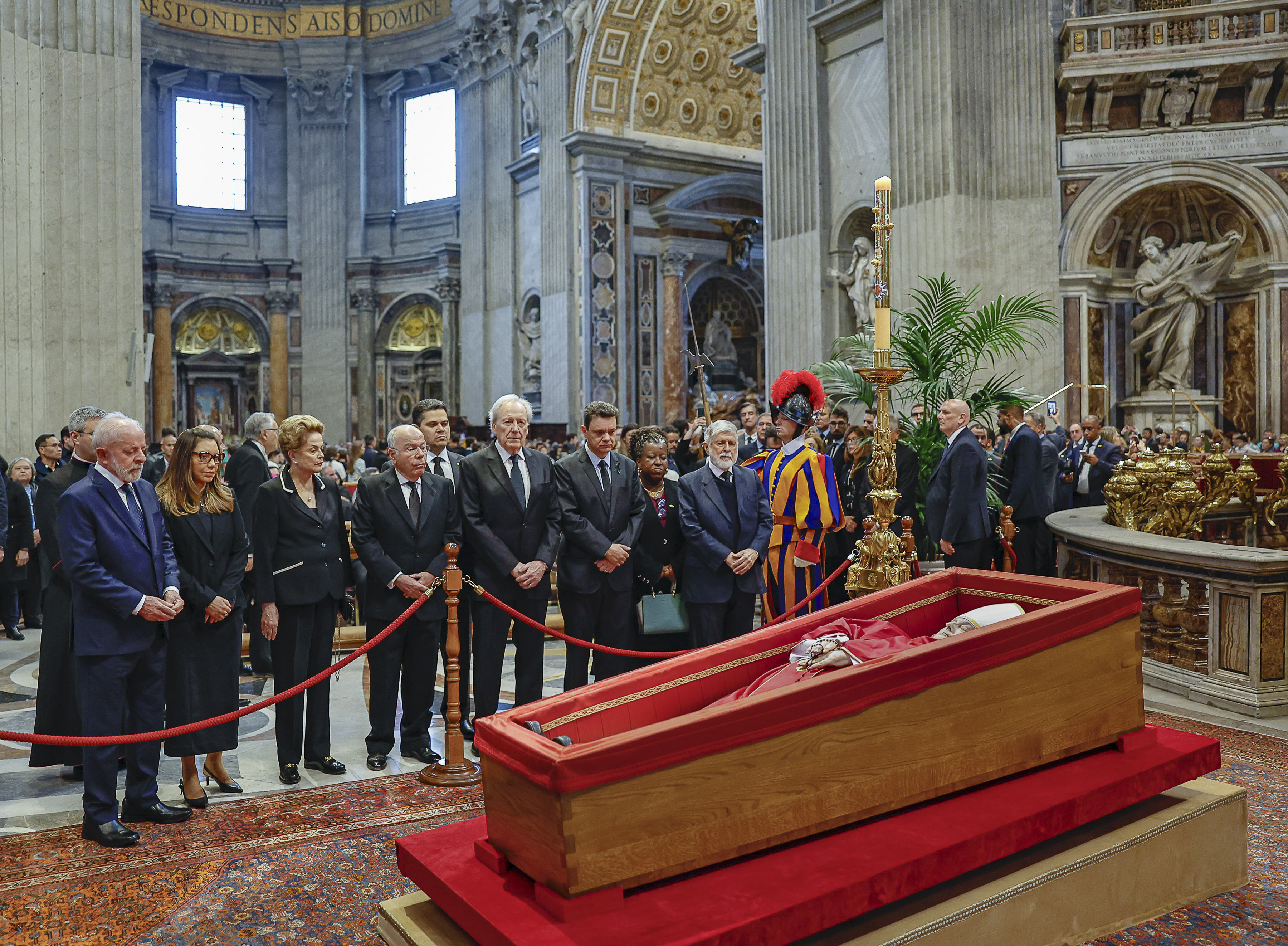
На похоронах Папы Франциска в 2025 году использовалось второе издание Ordo Exsequiarum Romani Pontificis.

Первое типовое издание Ordo Exsequiarum Romani Pontificis было утверждено Папой Иоанном Павлом II в 1998 году и опубликовано в 2000 году. Эта версия текста использовалась на двух папских похоронах: на похоронах Иоанна Павла II в 2005 году и на похоронах Бенедикта XVI в 2023 году.
В апреле 2024 года Папа Франциск одобрил второе типовое издание. Архиепископ Диего Равелли, папский обер-церемониймейстер, сообщил, что издание было выпущено по просьбе Франциска. Равелли заявил, что Папа стремился «упростить и адаптировать некоторые обряды, чтобы празднование похорон епископа Рима могло лучше выразить веру Церкви в Воскресшего Христа». Первые экземпляры второго издания были распространены в ноябре 2024 года. Равелли описал второе издание как «обновленный обряд», призванный подчеркнуть похороны папы как «пастыря и ученика Христа, а не могущественного человека этого мира».
Среди изменений во втором издании было место установления смерти. Раньше констатация смерти происходила в комнате, где умер Папа. Упрощения, внесённые во второе издание, включали изменение рубрик для папских гробов: вместо традиционных трёх гробов, изготовленных из кипариса, свинца и дуба, разрешён деревянный гроб с подкладкой или второй гроб из цинка, который может оставаться открытым для публичного поклонения. Другие изменения включали использование простейших папских титулов в церемониях и отмену стояния, проходившей в Апостольском дворце. Ранее на стоянии в Апостольском дворце тело Папы было выставлено вне гроба.
В первом издании гроб Папы был помещён на похоронные дроги в соборе Святого Петра. Во втором издании убрали катафалк, разместили гроб в сторону скамей и призвали поставить пасхальную свечу рядом с гробом. Второе издание также разрешало проводить папские захоронения в других местах, помимо собора Святого Петра.
На похоронах Папы Франциска в апреле 2025 года использовалось второе издание.